# Центар за обуку космонаута Јуриј Гагарин
Државни научно-истраживачки центар за обуку космонаута (рус. Научно-исследовательский испытательный центр подготовки космонавтов), познатији као центар за обуку космонаута Јуриј Гагарин, је руска установа за обуку космонаута и њихову припрему за лет у свемир. Прва је установа овог типа у Русији и названа је по првом човеку у свемиру, Јурију Гагарину. Налази се у оквору Звезданог града. Сам назив „Звездани град“ се често поистовећује са центром за обуку космонаута.